# Báguena
Báguena è un comune spagnolo di 463 abitanti situato nella comunità autonoma dell'Aragona.